# Mean (Montrose)
| Recensione | Giudizio |
| ---------- | -------- |
| AllMusic   | [ 1 ]    |

Mean è il quinto album dei Montrose, uscito nel 1987 per l'Etichetta discografica Enigma Records.
Il brano "M for Machine", fu in origine pensato per far parte della colonna sonora del film RoboCop (1987)

## Tracce
1. Don't Damage the Rock
2. Game of Love
3. Pass It On
4. Hard Headed Woman
5. M For Machine
6. Ready Willing and Able
7. Man of the Hour
8. Flesh and Blood
9. Stand

## Formazione
- Johnny Edwards - voce
- Ronnie Montrose - chitarra
- Glenn Letsch - basso
- James Kottak - batteria